# Lucas Egenwall
Lucas Egenwall, född 10 oktober 1982, är en svensk fotbollsspelare. Egenwall spelade i  Falkenbergs FF under åren 1998 till 2005 där han under flera år medverkade i Superettan. Därefter studerade han i USA och fotbollskarriären fortsatte med universitetsfotboll  vid Oregon State University.

## Klubbar som spelare
- BK Skottfint
- Stafsinge IF
- Concordia University[4]
- Oregon State University[5]
- Falkenbergs FF
- Slöinge GOIF